# Voci fuori campo (Smith)
Voci fuori campo (The Accidental) è un romanzo della scrittrice britannica Ali Smith, pubblicato nel 2004 e tradotto per la prima volta in Italia da Feltrinelli nel 2005.
Il romanzo è stato selezionato per l'Orange Prize, il Man Booker Prize e il James Tait Black Memorial Prize, e nel 2005 ha vinto il Whitbread Award.

## Trama
Ambientato nel 2003, il romanzo si compone di tre parti: L'inizio, Nel mezzo, La fine. Narra le vicende di una famiglia londinese della classe media, in vacanza estiva in uno sperduto villaggio del Norfolk. La famiglia Smart è composta dalla madre Eve, dal patrigno Michael, e dai due figli - la dodicenne Astrid e il diciassettenne Magnus - avuti da Eve in un precedente matrimonio. Un giorno si presenta presso l'abitazione degli Smart una sconosciuta, Ambra, che soggiornerà con la famiglia per alcune settimane, fino a quando sarà cacciata da Eve, non senza aver prima cambiato per sempre le vite di ognuno. Quando la famiglia farà ritorno nella casa di Londra, l'attenderà una nuova sorpresa.
Smith ha rivelato in un'intervista di essersi ispirata per la trama del libro al film Teorema (1968) di Pier Paolo Pasolini, nel quale allo stesso modo un misterioso, bellissimo straniero, arriva dal nulla in una famiglia, travolgendone completamente le vite. L'attore del film, Terence Stamp, è evocato all'inizio del libro e collegato al concepimento di Alhambra/Ambra, l'ospite inattesa della famiglia Smart.

### L'inizio
La storia, raccontata in terza persona, riporta a turno il punto di vista di ciascun membro della famiglia, rivelandone i segreti e lo stato di crisi e di reciproca incomunicabilità. Il personaggio che dà avvio al romanzo è Astrid, la figlia dodicenne di Eve, dall'intelligenza brillante e dai modi scontrosi, che cerca di vincere la noia che vede prospettarsi nella vacanza non voluta nella casa di una cittadina della campagna inglese, da lei ripetutamente definita "dozzinale", riprendendo le albe e l'ambiente circostante con lo sguardo distaccato di una videocamera. La sua identità è in corso di formazione, e ne è un segnale il suo continuo interrogarsi sui suoi doppi cognomi - Astrid Smart, Astrid Berenski - uno del patrigno, l'altro del padre biologico che non ha mai incontrato, e di cui conserva le lettere. Dal flusso dei suoi pensieri in libertà, si apprende che Astrid è stata vittima di bullismo da parte di tre sue compagne di classe che l'hanno bollata come lesbica e strana. Anche nella scuola frequentata dal fratello Magnus si sono verificati degli episodi di bullismo: una ragazza si è suicidata dopo che è stata diffuso a tutti gli indirizzi email della scuola un fotomontaggio osceno che porta il suo volto.
È questo il cupo segreto del fratello Magnus, su cui ora si concentra la narrazione. Dal monologo interiore di Magnus, in preda a pensieri ossessivi, contrappuntati da ragionamenti matematici, si scopre che il ragazzo ha avuto una parte essenziale nell'architettare lo scherzo che ha causato la morte della liceale. Da quel giorno Magnus è tormentato dal rimorso; giunto nella casa di vacanza, si è asserragliato nella sua camera, da dove non esce più, trascorrendo il tempo a rimuginare le sue colpe.
Il racconto si sposta su Michael, il marito di Eve e patrigno dei due ragazzi. Docente di letteratura inglese all'Università, per soddisfare la sua vanità intrattiene relazioni sessuali con le giovani studentesse dei suoi corsi. I numerosi incontri che programma in loro compagnia nel suo studio universitario o altrove - e di cui la moglie è a conoscenza, ma che ha scelto di ignorare - gli risultano tuttavia sempre meno appaganti e più routinari rispetto alle trascorse esperienze di seduzione. L'arrivo di Ambra, paragonata alla ragazza "tutta scarmigliata e cosparsa di fiori della Primavera di Botticelli", gli evoca eccitanti ricordi adolescenziali ("Aveva un accento straniero. Scandinavo"), colpendolo profondamente, come una folgorazione.
È la volta di Eve, la madre di Astrid e Magnus, autrice di una collana di libri intitolata Genuine Articles, una serie di "autobiotrueficinterviews", “interviste autobiografiche tra l’invenzione e la realtà storica”, incentrate sulla vita quotidiana di persone morte prematuramente nella Seconda guerra mondiale, di cui Eve immagina il destino se fossero sopravvissute. È lei che ha voluto affittare per l'estate il cottage sperduto nel Norfolk, allettata dalla descrizione dell'annuncio - poi rivelatosi non veritiero - di una dépendance in mezzo alla natura, luogo ideale per comporre il suo prossimo libro, di cui l'editore attende la bozza. Omaggiata ma anche avversata dalla critica e da alcuni parenti dei protagonisti dei libri, Eve è in piena crisi creativa. Finge con i suoi familiari di scrivere, ma in realtà passa ogni giorno distesa sul pavimento del capanno del giardino a interrogarsi sul suo passato e sul valore dei suoi libri.
Quando un giorno bussa alla porta Ambra, una giovane donna dai modi anticonvenzionali, dichiarando di avere la macchina in panne, si avvia il gioco degli equivoci: Michael crede sia giunta fin lì per intervistare Eve, mentre Eve ritiene si tratti di una delle tante studentesse con cui Michael la tradisce; Astrid pensa sia un'amica della madre, Magnus vede Ambra come un angelo venuto a salvare la sua esistenza.
Alla fine della prima parte, durante la cena in famiglia cui partecipa l'inattesa ospite, già si avvertono i primi cambiamenti indotti dalla sua presenza: Astrid esce dal suo stato di noia e di astio nei confronti del mondo, sparecchia e chiacchiera con la madre "facendo delle battute come una figlia normale". Magnus, appena salvato dal suo tentativo suicida che, dichiarato pubblicamente da Ambra, verrà da tutti scambiato per una battuta scherzosa, partecipa alla cena abbandonando il suo rifugio in camera. Michael si innamora perdutamente della sconosciuta, mentre Eve, incuriosita e turbata dagli effetti di quella presenza estranea sui membri della famiglia, si interroga sulla ragazza e su se stessa, aggiungendo un particolare indecifrabile agli eventi della serata: Ambra, senza alcun motivo apparente, l'ha presa per le spalle e le ha dato uno scossone, lasciandola interdetta, prima di ritirarsi a dormire nella sua macchina in giardino.
La prima parte si conclude con un monologo di Alhambra, costituito da frammenti di storia del cinema degli anni Sessanta e Sessanta, icone filmiche ed eventi storici, dal Mago di Oz all'assassinio di Martin Luther King, dal discorso "Rivers of Blood" di Enoch Powell a Ultimo tango a Parigi, Taxi Driver e Lo squalo.

### Nel mezzo
L'inizio della seconda parte si apre con l'esplorazione da parte di Ambra e Astrid dei dintorni della cittadina, ripresi dalla dodicenne con la sua videocamera. Ambra, con le sue opinioni e il suo comportamento, induce Astrid a osservare in modo diverso la realtà che la circonda: l'atto di vandalismo che ha colpito in paese il Curry Palace, un Fish and Chip gestito da indiani, è un atto di razzismo compiuto da delinquenti locali; le macchine inquinano e il torsolo di mela è biodegradabile; non è necessario attraversare la strada a doppia corsia percorrendo il ponte pedonale se non lo si desidera; le telecamere di controllo in alcune aree pubbliche (l'interno e l'esterno di un supermercato, la stazione di Norwich) sono onnipresenti e invasive, ma possono essere raggirate; la videocamera è necessaria per vedere la realtà? Senza dare alcuna spiegazione, mentre stanno attraversando un cavalcavia, Ambra getta nel vuoto la videocamera di Astrid che si rompe in mille pezzi, lasciando di sasso la ragazzina. Pensando che sia pazza, Astrid rifiuterà di rivolgerle la parola, ma una volta giunta a casa e chiusasi nella sua camera, avrà una strana reazione: guardandosi nello specchio, e vedendo la sua faccia pallida, scoppierà a ridere, non riconoscendosi più:
Quando Ambra si assumerà di fronte alla famiglia la responsabilità di aver gettato la videocamera dal cavalcavia, affermando che le dava sui nervi che Astrid la portasse ovunque con sé, ancora una volta non verrà presa sul serio. Astrid, dopo essersi riappacificata con lei, le confida i suoi segreti: le angherie subite a scuola da parte delle compagne, il ritrovamento delle lettere che il padre scriveva alla madre, imparate a memoria, le foto di lui. Nelle sue fantasie, Astrid immagina che Ambra si rechi a casa delle sue molestatrici e dia loro una bella lezione.
È la volta di Magnus, che si scopre essere stato sedotto da Ambra. La sconosciuta lo ha introdotto al sesso e si intrattiene regolarmente con lui nella chiesa del paese:
Punto d’intersezione. [...]. Si è addizionata a lui. La retta che congiungeva gli occhi di Ambra agli occhi di Magnus per un attimo ha avuto il più bel gradiente del mondo.»
Ambra non ha timore delle conseguenze; pur dichiarando apertamente alla famiglia le sue intenzioni, provoca solo ilarità: "Porto san Magnus qui a fare una passeggiata in paese, annuncia Ambra a Ève. Staremo via un’oretta, giusto il tempo di violentarlo e di riportarlo a casa tutto intero, va bene?" Magnus vede in Ambra una forza di gravità magnetica che tiene insieme tutti, pur comportandosi con ognuno in maniera diversa: è "spietata con Astrid", annoiata senza nasconderlo con Eve, maleducata con Michael, che ha perso la testa per lei. Una sera, quando sono in chiesa, le racconta il suo segreto: "Io ho fatto a pezzi una persona". Durante una visita nella Biblioteca Centrale dell'Università per indagare sull'origine del proprio nome, Magnus riceve una sorta di rivelazione: leggendo a caso alcuni testi, si accorge improvvisamente che la congiunzione "e" (come aria "e" pietra), è una parola semplice e fondamentale, una "piccola pallottola d’ossigeno" che gli permette finalmente di respirare "come se fosse stato costretto per troppo tempo in uno spazio buio e angusto, troppo piccolo per essere considerato un mondo a sé stante". Si scopre a ripeterla soddisfatto ad alta voce in biblioteca, fra lo sguardo stupito dei presenti.
Il paragrafo dedicato Michael è interamente composto da sonetti. Tutto comincia una notte in cui l'uomo si sveglia con la sensazione che sia avvenuto un mutamento: Ambra ha trasformato tutto in poesia, è diventata la sua musa e la nuova lingua che gli esce dalle labbra è declinata in "versi pentametri". Questa nuova facoltà gli rivela tuttavia la sua solitudine, ponendolo amaramente di fronte alla realtà (una famiglia che non è sua, l'amata che lo ignora, la sua insoddisfazione professionale che trova sfogo nelle scappatelle con studentesse "saputelle"): "Michael diventò / sabbia, poi vetro e poi si frantumò." Durante un giro in paese, scopre casualmente Magnus e Ambra mentre fanno sesso in chiesa. Sconvolto da questa rivelazione, si reca al supermercato e seduce una commessa, ma è un "coito triste." Trascorse alcune ore in un parcheggio a piangere, fa ritorno a casa, dove trova la famiglia impegnata in un gioco proposto da Ambra: toccando un oggetto usato abitualmente da ognuno dei presenti, lei indovinerà i segreti di chi lo possiede. Magnus le dà un anello, Eve un suo oggetto, Astrid nulla, ricevendo comunque da Ambra un'importante suggerimento: è più bello vedere che filmare. Michael porta a conclusione con questo sonetto il suo excursus poetico:
ad Ambra quella sera per quel gioco

le chiavi di casa son nel cassetto.

Mesi dopo si vergogna non poco

del fatto che voleva andarci a letto.

Si brucia chi si avvicina al fuoco.

Povero Mike capisce solo adesso

che è stato un grosso, grossissimo fesso»
Durante il "gioco psicologico" proposto da Ambra, Eve, diffidente nei suoi confronti, decide di bleffare consegnandole un sasso raccattato in giardino. Insistendo per avere da Ambra risposte soddisfacenti, contrarierà la giovane che la definirà "una bugiarda matricolata". I caustici apprezzamenti di Ambra nei suoi confronti proseguiranno in occasione di una corsa in macchina che accetterà di fare con lei una notte in cui non riesce a dormire. Mentre vagano senza meta per le strade di campagna, ed Eve le racconta dell'incontro con il suo primo marito, di nome Adamo, Ambra reagisce apostrofandola in malo modo di essere noiosa, ossessionata da se stessa e prevedibile, e lanciando la macchina a folle velocità nella notte.
Un successivo appuntamento a Londra con l'editore costringe Eve a destreggiarsi fra verità e non detto, nel tentativo di non rivelare il problema del suo blocco creativo. La proposta di modificare la "prospettiva storica" della serie, al fine di riservare una maggiore attenzione al presente, e soprattutto l'esempio presentato da Eve di trattare dei fatti di attualità in Palestina o in Iraq, gettano nella costernazione l'editor. Resasi conto della sua reazione, Eve fingendo di aver scherzato, inventa il soggetto del libro in corso di realizzazione: una ragazza di campagna scozzese che lavora in una fattoria.
Rientrata a casa con Michael, che sa innamorato di Ambra, sorprende quest'ultima sul divano mentre "armeggia" con la cerniera dei pantaloni di Magnus, ma anche questa volta tutto viene archiviato come un gesto innocente. L'evento che farà deflagrare definitivamente la situazione accade qualche giorno dopo sulla soglia del capanno, dove Eve sta lavorando seduta alla sua scrivania. Ambra, dopo averle messo le mani sulle spalle, "come se volesse scuoterla", la bacia sulla bocca, lasciando Eve sconvolta e terrorizzata: "vedeva colori mai visti prima, non compresi nella gamma umana, come se il mondo che c’era oltre i suoi occhi avesse rallentato il ritmo per rivelarle lo spazio fra le cose che vedeva e il modo in cui le cose erano temporaneamente legate con un filo sottile." Dopo aver radunato tutti i membri della famiglia, Eve intima ad Ambra, fra gli sguardi impietriti degli altri, di uscire dalla sua casa.
La seconda parte si conclude con una narrazione in prima persona di Alhambra, sempre nelle vesti del mondo del cinema, ma molto più articolato del precedente, in cui descrive la storia del mezzo, attraverso un testo/montaggio composito di scene di film, momenti iconici, dentro e fuori dallo schermo, pietre miliari della cultura pop, eventi storici, fatti e finzioni, svincolati da un preciso legame logico con il tempo e il luogo.

### La fine
Al suo ritorno a Londra dalle vacanze, la famiglia Smart trova la casa svuotata di ogni bene. L'unica cosa rimasta è la segreteria telefonica, nella quale sono depositati tre messaggi: uno, da parte dell'università, informa Michael che una ragazza minaccia di portarlo in tribunale; quello per Eve viene da parte dell'avvocato della casa editrice, e annuncia una preoccupante conferenza pubblica organizzata dalle famiglie dei protagonisti dei suoi libri. L'ultimo è della scuola di Magnus, che chiede ai genitori di mettersi urgentemente in contatto con il preside.
Astrid non è particolarmente colpita da questo furto, di cui i genitori attribuiscono la responsabilità ad Ambra, mentre è indispettita dalla successiva partenza della madre, che ha lasciato la casa e la famiglia per fare il giro del mondo, prendendosi un anno di pausa. Secondo Astrid Eve ha assunto "un comportamento da vera sconsiderata", "è una madre dozzinale". I ladri si sono portati via anche le lettere del padre che Astrid teneva gelosamente nascoste, ma per lei non è un problema: si è accorta che non le servivano, perché "suo padre poteva essere qualsiasi cosa, in qualsiasi posto del mondo, così le aveva detto Ambra." Astrid è cambiata, non usa più ripetere in continuazione termini come "ossia", perché "è una cosa un po’ da sfigati"; è diventata spregiudicata anche nel rapporto con gli estranei; a scuola, ha affrontato una delle compagne che l'avevano bullizzata, guadagnandosi il suo rispetto. Non può più nominare Ambra; la madre glielo ha proibito, dicendo che era una truffatrice e che non doveva credere ad una parola di quanto le aveva raccontato. Astrid ha deciso di sostituire il suo nome con il termine "rosso", che è il colore che ha scelto per tutti i suoi vestiti, ma da quando Eve è partita questo gioco è diventato inutile, e di Ambra non c'è più traccia, neanche nelle le videocassette registrate nel Norfolk, è come non fosse mai esistita.
Al messaggio nella segreteria che avvisa Magnus di essere stato sospeso per due mesi, fino alla fine delle indagini, in relazione alla morte di una ragazza, faranno seguito due lettere, una indirizzata a lui, l'altra ai genitori; avvisano che la faccenda è stata archiviata. Magnus potrà ritornare a scuola, a patto che non faccia menzione ad alcuno di questa storia, e non nomini mai in pubblico il nome della ragazza. Il ragazzo lo confessa invece ad Astrid, con cui condivide anche la convinzione di avere passato una bella vacanza, e di aver provato felicità alla scoperta della casa svaligiata, una volta tornati a Londra. Durante la proiezione di un film a cui assiste al cinema, e anche dopo essersi collegato a casa in internet con dei siti porno, Magnus avverte di essere cambiato:
Pensa spesso ad Ambra, e ricorda come si era sentito perso, dopo che lei se ne era andata. Magnus si incontra spesso con Jake, il compagno di scuola complice nello scherzo che costò la vita alla ragazza, e discute con lui di teologia. Progetta di andare a Lourdes, e di farsi prete.
Sospeso dal suo incarico all'università perché denunciato per molestie da diverse studentesse, Michael si dedica alla lettura di libri di alpinismo, anche se "non era possibile che Michael Smart, alla sua età, potesse scalare una montagna". Non gode di buona salute psicofisica, avverte brividi, spossatezza, paura, senso di sconforto, non prova più alcuna attrazione per le ragazze che incontra, perché "la bella ragazza gli ha aperto il torace mentre dormiva, gli ha infilato la mano dentro e gli ha rubato il cuore." È diventato un padre premuroso, e si sente spesso al telefono con Eve, con cui scambia informazioni su quanto succede. Un giorno gli arriva la felice notizia che una rivista ha deciso di pubblicare alcune sue poesie.
Eve, dopo avere viaggiato in molti paesi del mondo, giunta negli Stati Uniti va alla ricerca della casa in cui il padre, dopo essersi risposato, ha vissuto con un'altra famiglia. Nelle due settimane precedenti ha buttato il suo cellulare nel Gran Canyon, dopo aver inviato alla sua famiglia un messaggio sui luoghi appena visitati. Dall'altra parte del Canyon ha avuto la visione dei genitori morti che la salutavano. Anche il ricordo delle foto delle torture avvenute ad Abu Ghraib, appena viste su un giornale, le sembrano distanti:
Dopo aver dormito la notte nella macchina che ha affittato, si introduce in una casa, dove una donna la scambia per la domestica. Eve si scusa dicendo di essere in ritardo perché la sua macchina è in panne, e si fa assegnare la stanza degli ospiti.
La terza parte si conclude con l'ultimo monologo di Alhambra, un collage di riferimenti culturali, filmici e storici legati all'Alhambra - il palazzo spagnolo di origine moresca, che nel corso del tempo fu arabo, berbero, musulmano, ebreo, gitano, alla fine cristiano - alla sua influenza sulla cultura occidentale e "al suo impulso estetico verso l'alterità". La narratrice conclude ricordando che grazie al suo splendore originario, quel palazzo diede il nome a molti cinema del mondo, fra cui quello in cui fu concepita. "Ora siamo tornati all’inizio. [...] Visto? Attenti. Sono tutto quello che avete sempre sognato."

## Personaggi
Astrid
Figlia dodicenne di Eve, è trascurata dai genitori, che a sua volta tratta con sufficienza. Introversa e dall'intelligenza brillante, nasconde a tutti il suo stato di turbamento, causato dall'assenza del padre biologico, mai conosciuto (ne è segnale il suo continuo interrogarsi sul doppio cognome: Astrid Berenski/Astrid Smart), e dagli episodi di bullismo di cui è vittima a scuola. Rappresenta l'adolescenza e un'identità ancora in stato di evoluzione. Vive con noia e disappunto il suo soggiorno nella campagna del Norfolk, e passa il tempo ad osservare il mondo attraverso la sua videocamera, uno schermo dietro cui mantiene a distanza la realtà. Dopo l'incontro con Ambra non ricerca più le sue origini paterne, affronta le sue compagne di classe e diventa più socievole con gli altri.
Magnus
Figlio diciassettenne di Eve, custodisce il segreto di essere responsabile del suicidio di una compagna di liceo. Questa morte lo ha spezzato in due: chiama il Magnus di prima "Hologram Boy", una creatura bidimensionale grande come un sassolino, che "parla di pellicole, computer, sistema binario", mentre percepisce il Magnus del poi come un essere gigantesco, grosso come una balena arenata, un gigante goffo, sgraziato, senza speranze. Ritiene che la realtà per essere sopportata, per non "frantumarsi", debba essere ricondotta a razionalità, misura, calcolo matematico. Funge da coscienza della famiglia, ha la consapevolezza che ognuno di loro fa parte di "puzzle diversi", e avverte Ambra come "asse portante, tiene insieme tutti, tutto ruota attorno a lei", impedisce che tutto esploda. L'iniziazione sessuale, il piacere corporeo-sensuale cui lo introduce Ambra, opposto al piacere visivo tecno-mediato, lo curerà e lo salverà dal buco nero del suicidio e del rimorso; attraverso Ambra scoprirà l'esistenza di altri corpi, soggettività, ed emotività, abbandonando una visione del mondo fatta di verità astratte, esatte e calcolabili.
Eve
Madre di Astrid e Magnus, è una scrittrice di successo che sta attraversando un momento di crisi creativa. Vive in una finzione continua: non è una scrittrice produttiva, né una madre amorevole o una moglie felice. Nella vita ha subito numerosi tradimenti; alla morte della madre il padre si è risposato e l'ha lasciata, così come il primo marito; il secondo la tradisce con le sue studentesse. Eve si occupa di un filone editoriale - mix interviste/biografie/romanzo - ed applica anche nel dialogo con se stessa la formula dell'intervista, in un processo di alienazione che la estranea da quanto le sta succedendo intorno, a partire dalla propria vita familiare. Eve è l'unico personaggio il cui principale segreto - il blocco dello scrittore - rimane tale anche dopo la partenza di Ambra. L'incontro con quest'ultima le farà capire di avere vissuto nella finzione, e il bacio che riceverà inaspettatamente da lei sarà "un momento epifanico di auto-rivelazione". Di ritorno nella casa di Londra, Eve deciderà di cambiare vita, rompendo con la professione e la famiglia. Partita per un lungo viaggio, dopo varie tappe giungerà in una casa sconosciuta negli Stati Uniti, dove si trasformerà a sua volta in un'ospite imprevista come Ambra.
Michael
Secondo marito di Eve e patrigno di Astrid e Magnus, è un professore universitario di letteratura vittoriana, impenitente donnaiolo che pavoneggia la sua cultura e la sua posizione professionale per collezionare relazioni sessuali con le studentesse dei suoi corsi. È poco più di un cliché, come anche si autodefinisce, un "uomo in serie", una parodia dell'esistenza borghese. Le finzioni che costellano la sua esistenza si rendono palesi quando s'innamora di Ambra e viene da lei ignorato. Nei frammenti dei sonetti con i quali rende manifesta la sua "frantumazione", Michael rivela la sua insoddisfazione per la famiglia ("La sua famiglia non era sua / scialba e incolore"), le sue avventure sessuali ("Fanculo alle ragazze saputelle / E a quelle che ti disprezzano già a pelle"), la sua mediocrità intellettuale ("Cos’hai imparato dopo tanti anni?/ Che Shakespeare si trasforma in Don Giovanni?"). Il rifiuto di Ambra, il ritorno della famiglia a Londra, che coincide con la sospensione del suo lavoro all'università, a causa di una denuncia per molestie e la partenza della moglie per un lungo viaggio, lo condurranno a ridefinire la sua vita.
Ambra
È la sconosciuta che si presenta a casa degli Smart, ed è un tropo familiare nella scrittura di Smith: il catalizzatore esterno che rende evidenti ai protagonisti i limiti della loro visione del mondo e di se stessi. Ognuno dei componenti vede Ambra in un modo diverso, confermandone la natura camaleontica. È tante persone e caratteri insieme: bugiarda patologica (ad esempio si inventerà di aver ucciso un bambino in un incidente stradale), ma anche schietta e franca al punto tale da essere scambiata per una burlona, perché è impossibile credere alla verità (come quando dirà di aver trovato Magnus in bagno mentre si impiccava); truffatrice (Astrid ricorderà di averla vista mentre osservava da lontano la sua casa con un binocolo, prima di farsi accogliere; la famiglia la riterrà colpevole di aver svuotato la casa londinese) o salvatrice della famiglia Smart; sensitiva, sociopatica, ecologista, anticonformista, cinica, amorale. Anche i suoi poteri sono multiformi, gli esiti del suo intervento non prevedibili, né solo benevoli. Smith in un'intervista ha ricordato come dietro la figura dell'estraneo, dello sconosciuto, del viaggiatore che bussa alla porta, presente nella Bibbia, nei classici greci e latini, fino al moderno Pasolini, possa nascondersi sia un angelo che un demonio: non si sa se porterà del bene o del male. La sconosciuta Ambra offre ad ognuno l'opportunità di uscire da una situazione di stallo e di guardare dentro se stesso; gli effetti catartici saranno diversi a seconda del soggetto coinvolto. Ad Astrid Ambra offrirà la sua attenzione, a Magnus il suo corpo; provocherà la "frantumazione" di Michael con la sua indifferenza, il brusco risveglio di Eve con la sua ruvidezza e il suo bacio. Il sesso, il rapporto con il corpo di un'altra persona, permetteranno a Magnus di riconoscere la sua responsabilità nel suicidio della compagna di scuola, senza mettere in pratica l'autodistruzione. Rompendo la videocamera di Astrid, Ambra la costringerà a guardare il mondo senza frapporvi uno schermo, e con il suo comportamento la indurrà a interrogarsi sulle convenzioni sociali e ad acquistare maggior fiducia in se stessa. Ignorando Michael, Ambra lo condurrà alla "frantumazione", mettendolo davanti ai suoi cliché, alle sue finzioni, mentre scuotendo Eve - non solo metaforicamente - la indurrà a cambiare vita e ad adottare la sua stessa ambigua personalità. Una volta assolto il suo compito, Ambra scomparirà senza fare più ritorno.
Alhambra
Associata, anche se non identica, ad Ambra, è l'incarnazione del cinema, della sua storia e della sua discendenza, è la fantasia cinematografica, proteiforme e impalpabile. Diversamente dai membri della famiglia Smart, la cui storia è raccontata in terza persona, nei segmenti che la riguardano, è lei la voce narrante. Rispetto agli Smart, inoltre, non compare solo in ognuna delle tre parti in cui si divide il libro, ma occupa uno spazio supplementare e autonomo, un segmento narrativo collocato in apertura del libro, prima de "L'inizio". Qui Alhambra racconta il suo concepimento, avvenuto una sera del 1968 su un tavolo del bar del cinema da cui ha preso il nome; sua madre, uscita dalla sala in cui si stava proiettando Poor Cow con Terence Stamp eccitata da una scena torrida a cui aveva preso parte questo attore "divino", si era offerta al cameriere che stava sistemando le sedie per chiudere. Alhambra "abita lo spazio interstiziale tra la storia - da qui i riferimenti culturali, dalla rivoluzione studentesca ai Beatles e The Sound of Music, ai (tardi) anni '60 - e l'immaginazione." È nata dalla fantasia, non è un personaggio reale; appartiene a un modo di raccontare per immagini, specifico della razza umana: "il più delicato, il più stupefacente, il più intimo." Smith definisce Alhambra "l'emblema del racconto, del modo in cui le storie proliferano per la nostra gioia, rendendoci dipendenti dalla fantasia. La fantasia è fantasia, se le dai una forma umana qualcosa si rompe, la fantasia è la fantasia e la realtà è la realtà."

## Ambientazione
Il romanzo si svolge nell'estate del 2003, quando è in corso l'invasione dell'Iraq da parte di una coalizione guidata dagli Stati Uniti, a cui partecipa la Gran Bretagna, che porta al rovesciamento del governo di Saddam Hussein e all'occupazione del paese. Nell'aprile del 2004 vengono resi noti all'opinione pubblica mondiale, provocando un enorme sdegno, gli abusi e le torture commesse contro detenuti iracheni nella prigione di Abu Ghraib da parte dell'Esercito degli Stati Uniti e della CIA.

## Stile
Lo stile narrativo, la sperimentazione formale e la solida e controllata struttura compositiva rappresentano gli aspetti più caratteristici del romanzo e la cifra stessa della creazione letteraria di Ali Smith. In particolare, il linguaggio rappresenta la "forza costitutiva, piuttosto che un mezzo trasparente, nella costruzione e nella formazione di realtà e identità contemporanee".
Le tre parti in cui si suddivide il libro si articolano al loro interno in cinque segmenti narrativi, ciascuna espressione del punto di vista di un personaggio, presentati sempre in quest'ordine: Astrid, Magnus, Michael, Eve, Alhambra.
Ogni membro della famiglia Smart racconta gli eventi in terza persona (le "voci fuori campo" del titolo italiano), un esercizio di discorso indiretto libero che segue a turno le fluttuazioni emotive dei singoli, rafforzandone l'immagine di entità separate. La crisi che ognuno sta attraversando e i pensieri più intimi vengono declinati nello stile linguistico che distingue la particolarità del soggetto, come un abito tagliato su misura: per Astrid, la formula è il flusso di coscienza, ricco di iperboli e ripetizioni ("ossia", "dozzinale"); per Magnus - appassionato di matematica - è il linguaggio algebrico. Michael - docente di letteratura - crea continuamente giochi linguistici pieni di allusioni sessuali e parla come se dovesse ogni volta stupire con le sue dotte citazioni una platea di studentesse, raggiungendo il culmine nella seconda parte, quando per diverse pagine si esprime esclusivamente nella forma del sonetto. Eve interroga se stessa servendosi della formula domanda/risposta propria dell'intervista, lo stile utilizzato nei suoi libri di successo.
Ad un certo punto anche il libro, come i personaggi, sembra essere a rischio di frammentazione: nella seconda parte, quando Michael utilizza la forma del sonetto, le parole e le lettere collassano fuori dal normale carattere tipografico e si disperdono sulla pagina; altre volte le voci cambiano linguaggio e registro, o riecheggiano una nell'altra, come nella domanda che Ambra pone ad Eve dopo averle raccontato dell'incidente automobilistico in cui sarebbe morto un bambino. Usando il corsivo proprio dello stile di intervista di Eve, e come segno dell'avvenuta incorporazione nella sua coscienza, Ambra le chiede: "Allora? ha detto. Mi credi?"
La famiglia Smart non si comporta nello stesso modo all'arrivo di Ambra: i giovani - Astrid e Magnus - hanno un atteggiamento più fluido sia verso loro stessi che verso l'esterno, mentre Michael ed Eve sono bloccati su di sé e la propria storia. Smith dirà in un'intervista di aver voluto rappresentare questa diversità (su ispirazione di James Joyce) utilizzando tempi verbali diversi: i giovani parlano al presente, un tempo aperto; gli adulti usano prevalentemente il passato. Gli Smart vengono inoltre descritti da Smith con metafore che richiamano l'oscurità, mentre Ambra la luminosità, a rappresentare la tensione fra finzione e autenticità.
I titoli delle tre parti del libro - Inizio, Nel Mezzo, Fine - sono strettamente collegati alle parole immediatamente successive, permettendogli di avere un senso compiuto, e si ripetono - all'interno di ogni parte - per introdurre il punto di vista di ciascun personaggio. Ad esempio la prima parte comincia con: "L'inizio delle cose: quando avviene con precisione? si chiede Astrid Smart." Magnus è introdotto con: "L’inizio di questo = la fine di tutto. Lui era parte dell’equazione". L'avvio della parte che riguarda Michael è: "l’inizio di nuovo! Straordinario. La vita non cessava mai di essere meravigliosa"; quella di Eve: "l’inizio non la faceva dormire. Preferiva di gran lunga la fase di revisione".
Questa regola non vale per Ambra, a cui è riservata la sezione finale di ognuna delle tre parti, una sorta di prologo, o periferia narrativa, in cui l'ospite inatteso assume le sembianze di Alhambra, l'unico personaggio che interviene con una narrazione in prima persona e che non parla degli eventi in corso, è esterno alla dimensione del tempo. Il suo racconto è fatto di frammenti, immagini, prodotti culturali degli anni Sessanta e Settanta, nella forma di disordinati flashback. Anche l'apertura del romanzo è affidata alla sua voce, e sembra annullare la successiva struttura tripartita dalla quale si dimostra autonoma.

## Temi
Centrale nel libro, veicolato dal tropo dello straniero che si introduce in modo accidentale nelle vite degli altri, modificandole, è il tema della natura fluida e instabile dell'identità, della finzione, dell'inautenticità, dell'alienazione dal mondo circostante e da se stessi come cifra del modo di vivere contemporaneo. Ognuno dei membri della famiglia Smart è intrappolato nella propria individualità, vive un'esperienza surrogata e ingannevole della realtà, chiuso nel proprio microcosmo, incapace di comunicare con gli altri, di cui ignora i segreti o vuole ignorarli. Per tutti prevale il rifiuto di sentire, conoscere e riconoscere la realtà. Il critico Daniel Lea ritiene che la famiglia Smart - formata, come indica il suo nome, da individui intelligenti, dotati di buona istruzione e posizione sociale, esperti dei media - incarni collettivamente "il tipo di disconnessione affettiva che Smith associa alla perdita di fede nel reale da parte della postmodernità", incalzata dai pericoli rappresentati dalla tecnologia: la pervasività dei sistemi di sorveglianza e di controllo, la diffusione di nuovi strumenti e forme di comunicazione, contribuiscono all'allontanamento da un'esperienza umana autentica, acuiscono la separazione fra la realtà percepita - il mondo web di Magnus e la fotografia di Astrid, i docu-fiction di Eve, i sonetti larkinesque di Michael - e l'impegno emotivo o morale.
In un'intervista sul Guardian, Smith afferma che se anche sembra difficile pensarlo, questo è un romanzo di guerra: "Abbiamo vissuto una guerra come se non fossimo in guerra in questo paese. L'abbiamo vista in televisione, ma ne abbiamo visto una versione molto diversa, che sarebbe irriconoscibile alle persone di altre parti del mondo. Così The Accidental diventa un libro che parla anche di ciò che è reale e di ciò che non lo è; insider e outsider." La guerra in Iraq rappresenta lo sfondo del romanzo, contrappuntata dalle descrizioni degli orrori che i membri della famiglia Smart ricevono da giornali e televisione e che per lo più mettono a tacere nella loro coscienza. L'elenco dei luoghi in cui Eve, girando il mondo, beve Coca-Cola, inclusa l'Etiopia rurale, dove non c'è "niente da mangiare" ma è possibile imbattersi in un distributore di questa bevanda industriale, rappresenta un esempio della critica al consumismo ed evidenzia l'ubiquità e l'iniquità del tardo capitalismo.
Sempre sulla questione del rapporto fra autenticità e finzione, ma anche del valore della storia e della narrazione, l'attività letteraria di Eve, la sua collana di "autobiotrueficinterviews", che Smith commenta con ironiche, fantasiose ma verosimili recensioni di noti giornali, pone il tema della critica a "un'industria editoriale che non ha più una visione lunga, dove il potere risiede nel marketing" e del valore della letteratura come impegno etico. Secondo Ulrike Tancke, la risposta che Eve aveva preparato per la conferenza stampa degli "UNSAC arrabbiati", ossia l'Unione nazionale per la salvaguardia dell'autenticità dei propri cari, che le contestava i contenuti dei suoi libri, si potrebbe leggere come un manifesto per la storiografia postmoderna: "Chi può dire cos’è l’autenticità? Chi è che stabilisce i limiti della fantasia? Chi ha il diritto di dire che le mie versioni, le storie che io racconto della vita dopo la morte di queste persone, siano meno vere?". Tuttavia, a questa nozione di storia come narrazione, Ambra contrappone ad Eve la necessità di un racconto fondato su eventi tangibili: "Oh che palle, sempre io qua io là, non la finisci più, che cazzo, diceva Ambra. [...] Sai che dovrei fare? Romperti quella testa di ci a zeta zeta o che ti ritrovi, disse Ambra. Così dopo non rompi più i coglioni e ce l’hai veramente una bella storia da raccontare."
il cinema è filo conduttore del romanzo. Vi è un continuo, quasi ossessivo riferimento ai film, scene chiave sono impostate al cinema o davanti alla televisione, sono presenti riflessioni sui film e sulla rappresentazione delle immagini, la stessa Ambra/Alhambra è stata definita un "deus ex machina nato dall'apparato cinematografico", una "personificazione dei film". Nelle parti in cui è la voce principale, racconta la storia del cinema e della narrazione cinematografica, elencando i suoi diversi genitori: dalla usherette e dal cameriere da cui è stata concepita, agli attori e personaggi interpretati in decine e decine di film. La ricchezza di riferimenti all'immagine fotografica, al cinema e al corpo femminile, ha reso questo romanzo oggetto di studio dal punto di vista della teoria del cinema femminista.

## Critica
Voci fuori campo è stato annoverato da alcuni critici tra i testi della "letteratura del trauma" post 11/9. Secondo Philip Tew, per il quale l'intrusione di Ambra rappresenta una sfida all''autorità di Eve, all'identità della famiglia e del suo modello di vita, Ali Smith in questo romanzo, collocato nell'ambito apparentemente ristretto della domesticità, "posiziona il traumatologico nel regno delle paure e dei desideri sottostanti".
Anche secondo Emily Horton il libro, in relazione al contesto della guerra in Iraq, esprime un interesse centrale per l'esperienza del trauma, sia in termini di crisi individuale che di catastrofe collettiva, attraverso il motivo della famiglia nucleare invasa. Lungi dal rivestire un carattere di accidentalità, di caratteristica fuori luogo, la guerra fa da sfondo costante alla narrazione, connota la nascita del personaggio centrale di Alhambra: "Sono cresciuta nei giorni di Saigon, i giorni della Rhodesia, i giorni dei fiumi di sangue. DISEMBOWEL ENOCH POWELL, SBUDELLIAMO ENOCH POWELL". Il romanzo contiene riferimenti generici a invasioni, attacchi dal cielo, attacchi batteriologici, cadaveri, morti, così come a episodi specifici legati alla guerra in Iraq e ai crimini commessi dai soldati statunitensi nella prigione di Abu Ghraib; la stessa Smith ha sostenuto che il testo dovrebbe essere letto come un romanzo di guerra. I diversi aspetti rappresentati dalla guerra si intrecciano con le situazioni di crisi di ogni personaggio: lo stato di "intorpidimento traumatico" provato da Magnus a seguito del suicidio della sua compagna di classe, è paragonato da Horton alle diagnosi del trauma degli anni '90, descritte da sintomi come immagini, pensieri e percezioni ricorrenti e intrusivi, allucinazioni, estraneità verso gli altri: "Prima hanno. Poi hanno. Poi lei si è." Anche il lavoro di Eve viene letto come simbolo di una delle preoccupazioni discorsive post-11 settembre: l'ossessione morbosa dei media e degli editori di utilizzare il passato - come il nazismo e l'Olocausto - e rappresentare voyeuristicamente il terrore e la tortura. All'interno di questa catastrofe su larga scala, Horton rileva tuttavia la presenza di un'alternativa ai discorsi prevalenti sul trauma, rintracciabile nel messaggio utopico e nella prospettiva di riabilitazione di cui Ambra si fa tramite: indicando ad ognuno le proprie ossessioni e il proprio grado di dissociazione dalla realtà, riorienta le energie psichiche dei personaggi e rende possibili forme di autoanalisi critica. Nel suo opposto simbolismo - nascita/incendio; creazione/distruzione; sesso/guerra; palazzo dell'Alhambra come fortezza moresca trasformata in chiesa dopo la riconquista cristiana, ma anche simbolo dell'alterità - Ambra rispecchierebbe il modo con cui l'11 settembre e la guerra in Iraq sconvolgono la cultura post millenaria: fantasia di distruzione imperiale, occasione per un riorientamento, per una riflessione consapevole sul presente.
Ulrike Tancke nel suo studio del 2013 su Voci fuori campo, legge il romanzo dal punto di vista della narrazione ingannevole e dei desideri frustrati, mettendo in evidenza come il romanzo si fondi sull'inganno narrativo del ruolo di Ambra come artefice di un processo di guarigione psicologica, l'intruso come catalizzatore del cambiamento, mentre il suo intento principale sarebbe quello di funzionare come "esternalizzazione degli impulsi e dei desideri frustrati dei personaggi". Secondo Tancke la narrazione, i pensieri e i comportamenti della famiglia Smart sono attraversati da correnti sotterranee di volgarità e violenza che non rappresentano difetti individuali, ma le costanti della condizione umana. La fusione fra desiderio sessuale e morte sarebbe ad esempio resa evidente dalla cruda materialità del corpo di Magnus che si eccita pensando alla ragazza morta, manifestando l'aspetto brutale e distruttivo degli impulsi sessuali; Astrid, dopo aver acquistato fiducia in Ambra, nelle sue fantasie assegna alla sconosciuta il compito di vendicare le angherie subite, rendendola protagonista di un raid punitivo contro le sue compagne; il comportamento finale di Eve che abbandona la famiglia, si intromette in una casa sconosciuta negli Stati Uniti, mentendo sulla sua presenza e trattando con sufficienza e sfrontatezza le persone presenti, più che una mossa liberatoria, è secondo Tancke improntato a violenza e distruttività. L'ambientazione contemporanea, corredata da spunti di attualità come gli echi della guerra in Irak e gli episodi di Abu Ghraib rappresenterebbero una ulteriore falsa pista narrativa, messa a disposizione per le facili associazioni e categorizzazioni dei lettori. Quando vengono evocate, le foto dei prigionieri iracheni torturati appaiono come "immagini globalizzate di corpi violati", desensibilizzate del loro impatto emotivo, confinate e consumate attraverso i media; la loro rilevanza etica resta remota, come attesta la stessa Eve, incerta se continuare a guardare le immagini di tortura o smettere: "Più foto vedeva meno le sembrava che si trattasse di cose accadute davvero a gente reale e più le sembrava sensato far stendere delle persone vere l’una addosso all’altra, in qualsiasi momento, e farsi fotografare accanto a loro”. Tancke afferma che "ciò che il romanzo suggerisce è che l'implicazione degli individui nella violenza e nella crudeltà inizia molto più vicino a casa e che l'indignazione morale dichiarata per cose ben al di là della nostra sfera di influenza personale."
Secondo Katherine Weese il romanzo di Ali Smith, ricco di consapevoli riferimenti all'immagine fotografica, al cinema e al corpo femminile, si presta efficacemente ad uno studio dal punto di vista della teoria del cinema femminista e della teoria narrativa innaturale. Il personaggio di Ambra/Alhambra appare centrale per la sua natura fantastica, ultraterrena, per l'autorità narrativa - collegata in modo specifico alla dimensione cinematografica - svolta in diverse sezioni del romanzo attraverso il racconto in prima persona, e per la sua capacità di mettere in discussione le rappresentazioni convenzionali di femminilità e mascolinità. Mentre il cinema tradizionale trova le sue basi nella donna feticizzata e nel controllo maschile della narrativa della storia, secondo Weese nel romanzo di Smith è Ambra l'elemento attivo, è lei che salva Magnus dal suicidio e che lo inizia al sesso portandolo a superare l'immagine femminile dei corpi frammentati presenti su Internet, è lei che lo porta a scoprire il significato e il potere aggregante della parola "e". Nella terza parte del romanzo, anche se Ambra non è più presente, persiste sia attraverso la prospettiva di Magnus che scopre il suo lato emotivo, "femmineo" nell'esperienza con il cinematografo, sia in quella di Michael, non più attratto da esperienze seduttive e diventato esempio - anche attraverso l'esercizio di una nuova responsabilità di cura paterna - di una mascolinità non egemonica.